# Tanvald (stacja kolejowa)
Tanvald – stacja kolejowa w Tanvaldzie, w kraju libereckim, w Czechach. Jest ważnym węzłem kolejowym o znaczeniu regionalnym. Znajduje się na wysokości 465 m n.p.m.
Jest zarządzana przez Správę železnic. Na stacji znajdują się kasy biletowe, na których istnieje możliwość zakupu biletów na wszystkie pociągi w tym międzynarodowe oraz rezerwacji miejsc.

## Linie kolejowe
- 035 Tanvald - Železný Brod
- 036 Liberec - Tanvald - Harrachov